# Michel Rolland
Pour les articles homonymes, voir Rolland.

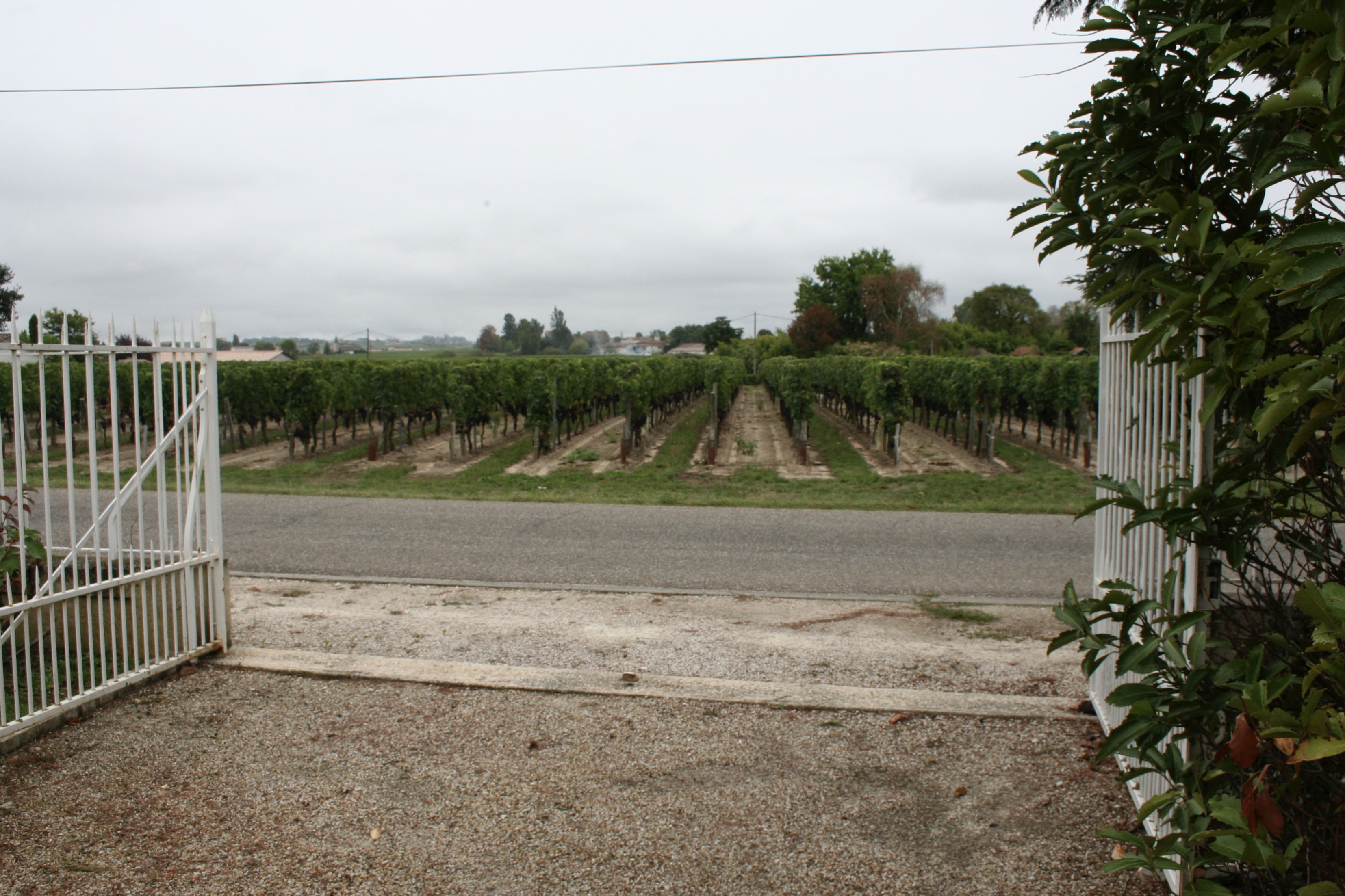
Le vignoble du Château Le Bon Pasteur, Pomerol, propriété de Michel Rolland.

Michel Rolland, né le 24 décembre 1947 à Libourne, en France est un œnologue français.

## Biographie
Rolland est le petit-fils de Joseph et Hermine Dupuy, fondateurs du vignoble bordelais Château Rolland-Maillet. Ses parents Serge et Geneviève Rolland développent l'activité vinicole familiale, dont la gestion revient à Michel Rolland et son frère Jean-Daniel en 1978. Ces derniers divisent les productions pour toucher trois appellations différentes.
Il commence ses prestations de consultant en 1973. Il effectue sa première mission à l'international en 1985, dans la Simi Valley en Californie, recommandé par Robert Parker.

## Présentation
Très présent dans le monde du vin de Bordeaux, et plus particulièrement à Pomerol, Michel Rolland est également très médiatique. Il possède plusieurs domaines dans le Bordelais, mais aussi des liens commerciaux avec des producteurs de vin à travers le monde.
Il apparaît dans le film Mondovino du réalisateur américain Jonathan Nossiter, où il est présenté et dénoncé comme un des grands régisseurs de la standardisation des vins, autant économique que culturelle, avec une évolution vers un standard de goût international. Le film met en évidence ses liens avec Robert Mondavi et le journaliste Robert Parker.
Domaines en lien avec Michel Rolland :
à Pomerol :
- Clos Beauregard
- Château Bonalgue
- Château Clinet
- Château Clos L’Église
- Château L’Evangile
- Château Le Gay
- Château Hosanna (Certan-Giraud)
- Château Nenin
- Château Le Pin

à Saint-Émilion :
- Château Angélus
- Château Ausone
- Château Beau-Séjour Bécot
- Château Beauséjour (Duffau-Lagarrosse)
- Château Destieux
- Château La Dominique
- Château La Gaffelière
- Château Larmande
- Château la Tulipe de la Garde
- Château Pavie
- Château Troplong-Mondot
- Château de Valandraud
- Château Cantin
- Château Faizeau

dans le Médoc et à Pessac-Léognan :
- Château Belgrave
- Château Citran
- Château Kirwan
- Château Lascombes
- Château Latour-Martillac
- Château Léoville Poyferré
- Château Malescot St. Exupéry
- Château Prieuré-Lichine
- Château Pontet-Canet
- Château Smith Haut Lafitte
- Château La Tour Carnet
- Château Lestage Simon